# ルイ・アーグ
ルイ・アーグ（Louis Haghe、1806年3月17日 - 1885年3月9日
）は、ベルギー生まれの版画家、水彩画家である。ロンドンでリトグラフの出版社を開き成功した。

## 略歴
ベルギー南部のトゥルネーで生まれた。祖父も父親も建築家であった。10代で水彩画を学び、当時比較的新しい技術であったリトグラフ（石版画）の出版社がトゥルネーに設立されるとそこで働くようになった。1823年ころに、ロンドンに移って版画家として働いた。
イギリスの版画家のウィリアム・デイ（William Day: 1797–1845）と1830年ころロンドンに Day & Hagheという出版社を設立し、これは19世紀半ばに最も有名な美術出版の工房になった。Day & Haghe は風俗画や、風景画などさまざまなジャンルの複製版画を多色のリトグラフや、手彩色の版画で出版し、新しい版画技術も開発した。1838年には女王付きのリトグラフ作家（'ithographers to the Queen）の称号も得た。画家のデヴィッド・ロバーツが中東やアフリカで描いた200点以上の風景画を版画にした「The Holy Land, Syria, Idumea, Arabia, Egypt, and Nubia」という6巻の版画集を1842年から1848年の期間をかけて出版した。
1850年代半ばから、水彩画家としての活動が多くなり、ヨーロッパ北部の建築物を描いた作品で評価され、作品はヴィクトリア&アルバート博物館に買い上げられた。油彩画も描きロンドンの民間展覧会「British Institution」に出展した。1873年から1884年の間、王立水彩画家協会（Royal Institute of Painters in Water Colours）の会長も務めた。
ロンドン、ランベス区のStockwellで亡くなった。

## 作品

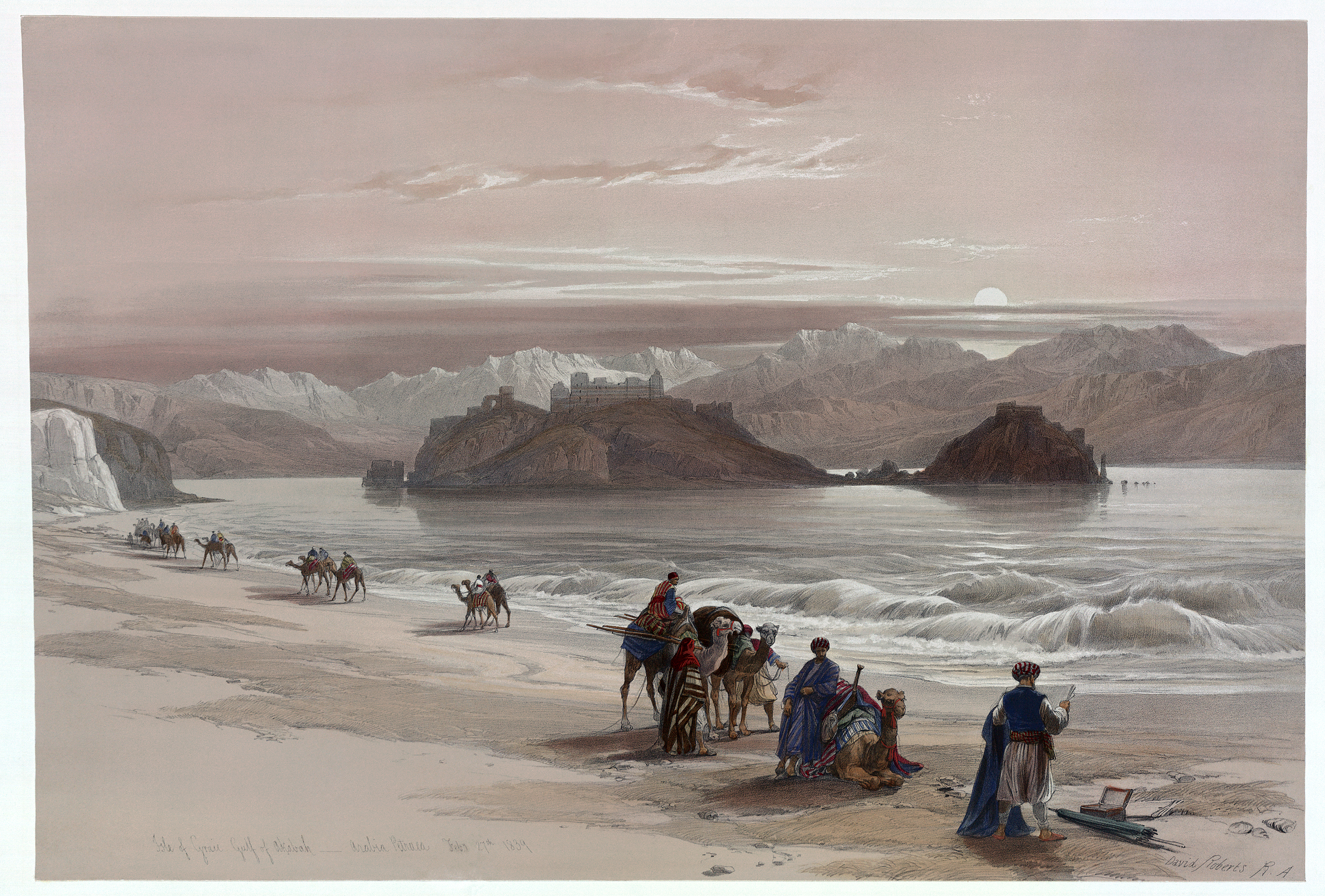
デヴィッド・ロバーツの原画による版画「アカバ湾の島」
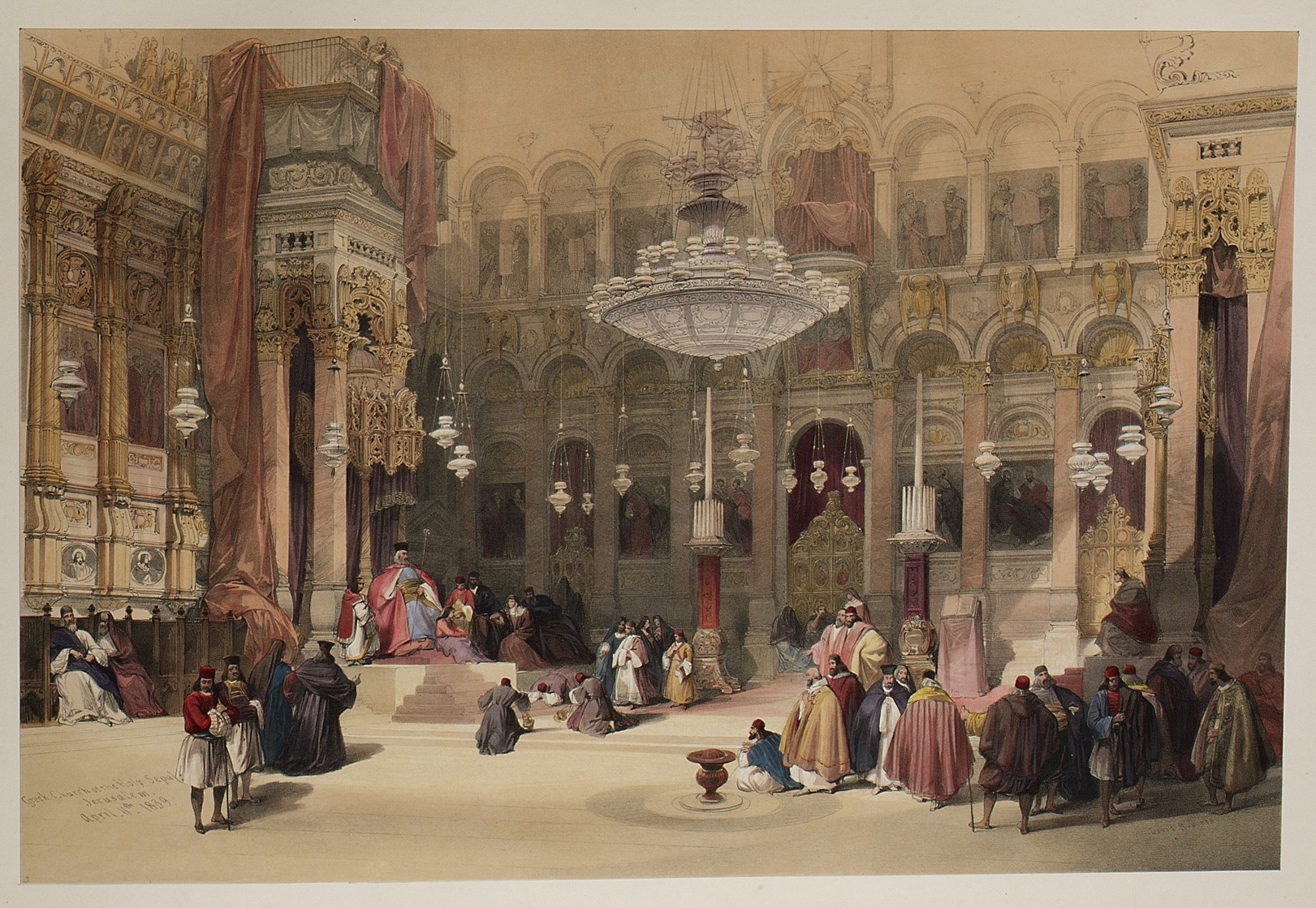
デヴィッド・ロバーツの原画による版画、ギリシャの教会
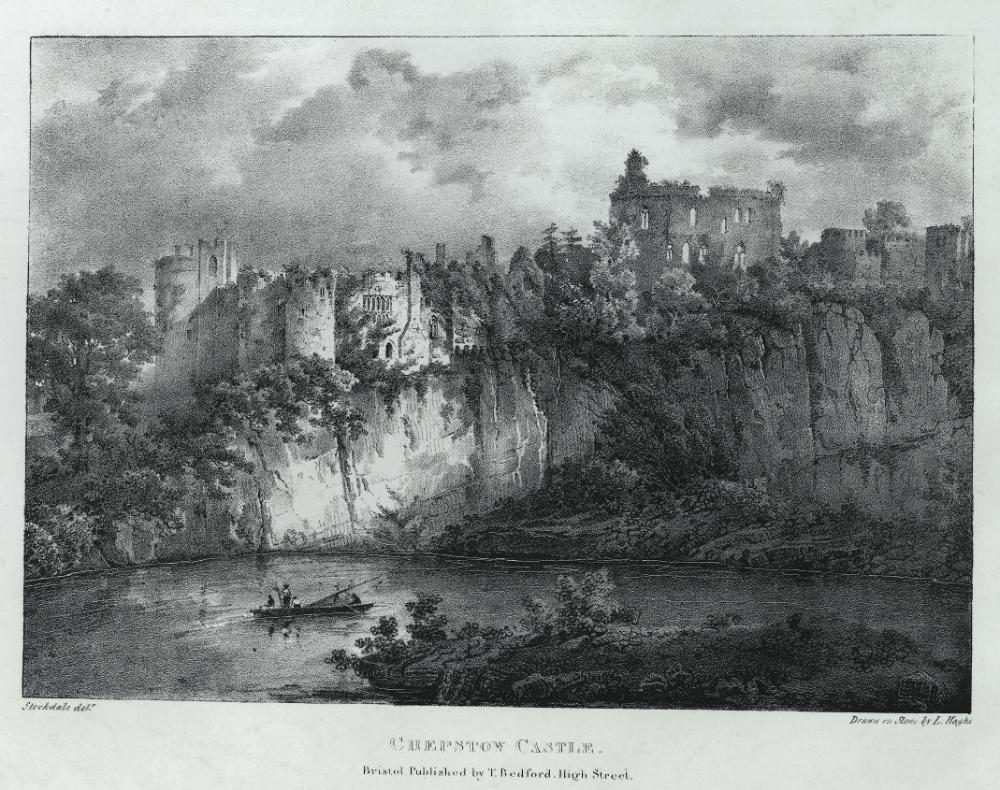
Frederick Wilton Litchfield Stockdaleの原画による版画、ウェールズの風景